# U-Boot-Bunker Martha
Koordinaten: 43° 20′ 19″ N, 5° 20′ 48″ O

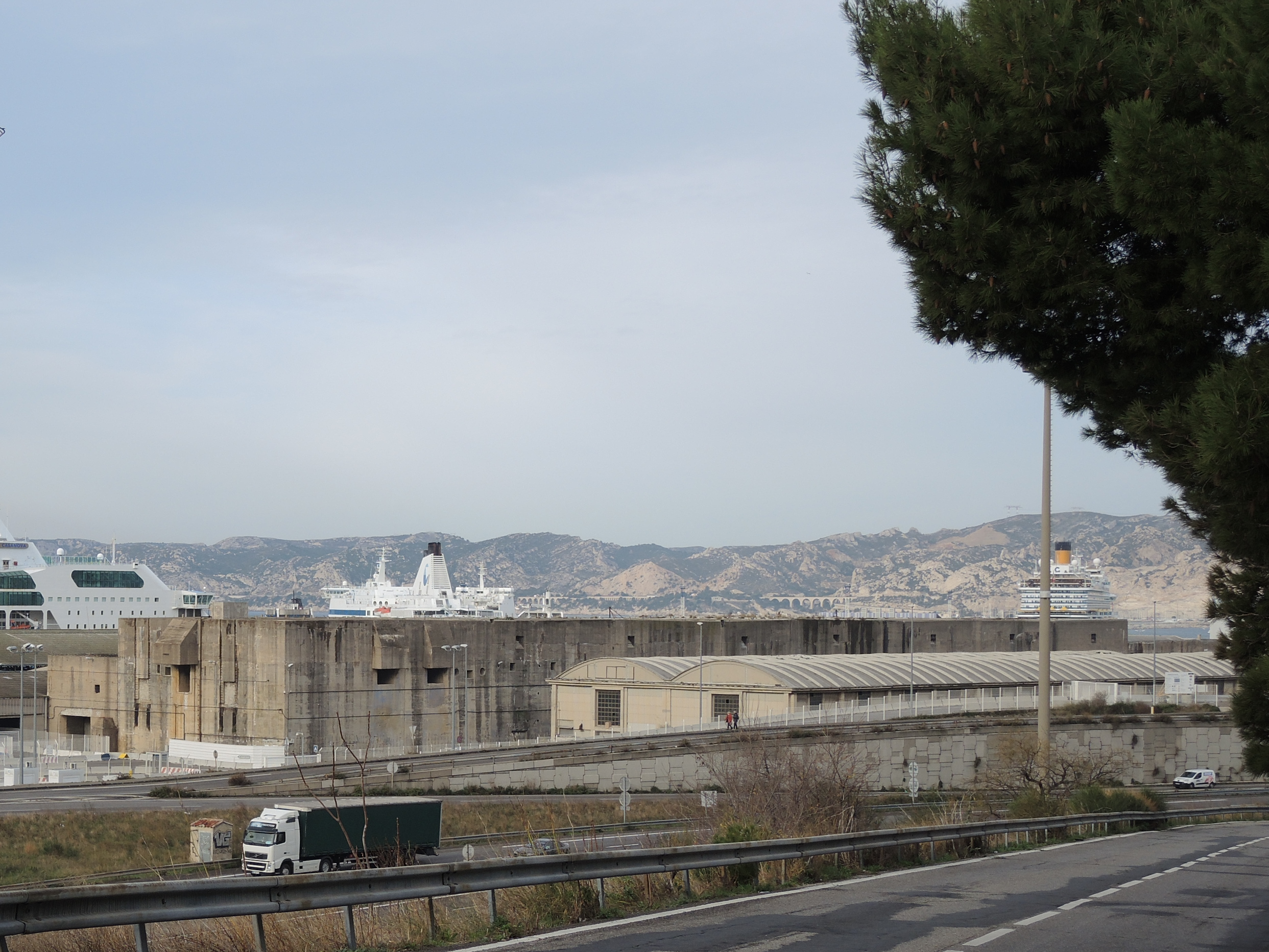

Der U-Boot-Bunker Martha ist ein unvollendeter deutscher U-Boot-Bunker, der im Hafen von Marseille, Frankreich, errichtet wurde. Der Bunker liegt heute nicht mehr direkt am Wasser, da die Baugrube nach dem Krieg zugeschüttet wurde. Die Anlage wird heute zivil genutzt.

## Gebäudedaten
Der Bunker hat eine Länge von 251 m und eine Breite von 45 m. Die Dicke der Betondecke beträgt 5,50 m. Der Bunker sollte über 13 Boxen für 20 U-Boote verfügen. Die Höhe einer Box beträgt 12,50 m.

## Geschichte
Nachdem im November 1942 durch das Unternehmen Anton ganz Frankreich besetzt worden war, wurde der Bau von U-Boot-Bunkern an der Mittelmeerküste Frankreichs beschlossen. Im Dezember 1942 wurden mögliche Standorte geprüft und im Januar 1943 wurde Marseille als Standort bestimmt. Mit dem Bau wurde Wayss & Freytag beauftragt. Aufgrund der schlechten Bodenbeschaffenheit, die eine Bodenplatte als Fundament erforderte, wurde mit einer Bauzeit von mindestens zwei Jahren gerechnet.
Am 2. Dezember 1943 wurde die Baustelle durch 46 B-17 bombardiert, was zu weiteren Verzögerungen beim Bau führte, da unter anderem die Spundwände der Baugrube beschädigt wurden. Am 27. Mai 1944 griffen amerikanische Bomber die deutschen Militäranlagen in Marseille an.
Im August 1944 erfolgte während der Operation Dragoon die Landung der Alliierten an der Côte d’Azur. Die Bauarbeiten am Bunker wurden daraufhin eingestellt. Am 28. August kapitulierten die Wehrmachtseinheiten in Marseille.

## Interxion
Im Jahr 2018 erwarb die Firma Interxion, ein Anbieter von Rechenzentrums-Dienstleistungen, den Bunker, um dort ihr drittes Datencenter in Marseille zu errichten. Die Kosten für das Projekt werden mit 140 Mio. € angegeben. Die Einweihung erfolgte am 11. Juli 2020.
Das Rechenzentrum MRS3 wird über 27 Wärmetauscher durch Grundwasser (T ≈ 15 °C) ehemaliger Kohleminen aus der Gemeinde Gardanne gekühlt. Die erzeugte Wärmeenergie wird in das kommunale Fernwärmenetz eingekoppelt.
Mit diesem Verfahren soll MRS3 zu den 19 % der Rechenzentren in Frankreich gehören, die einen PUE-Wert < 1,6 erreichen.